# Bachchor Eisenach
Der Bachchor Eisenach ist ein gemischter Chor in Trägerschaft der Evangelisch-Lutherischen St. Georgen-Kirchengemeinde in Eisenach.

## Geschichte
Der Bachchor Eisenach wurde 1925 vom späteren Dresdner Kreuzkantor Rudolf Mauersberger gegründet, um an der Kirche, in der Johann Sebastian Bach 1685 getauft worden war, eine regelmäßige Bachpflege zu etablieren. Nach fünf Jahren wurde Rudolf Mauersberger als Kreuzkantor nach Dresden berufen, sein Nachfolger als Kantor und Leiter des Bachchores sowie Landeskirchenmusikdirektor in Eisenach wurde 1931 sein Bruder Erhard Mauersberger. Dieser leitete den Chor bis 1961, als er in Leipzig das Amt des Thomaskantors übernahm. Der Bachchor Eisenach wurde 1961 von Herbert Peter übernommen, 1984 übernahm nach einer kurzen Vakanzzeit Ekkehard Knechtel das Amt des Chorleiters und Kantors. Er führte die regelmäßige Aufführung von Bachkantaten im Gottesdienst ein. Im Dezember 2002 übergab er die Leitung des Bachchores an seinen Nachfolger Christian Stötzner.
Konzertreisen führten den Chor vor dem Mauerbau nach Westdeutschland und in die Schweiz. In den USA traten sie zusammen mit dem Metropolitan-Orchester von Minneapolis und in Tschechien mit der Philharmonie Hradec Králové auf. Kantatengottesdienste des Chores wurden mehrfach in Rundfunk und Fernsehen gesendet. Der Chor nimmt regelmäßig an den Thüringer Bachwochen teil. Am 15. November 2015 feierte der Chor seinen neunzigsten Gründungstag im Rahmen eines Jubiläumskonzerts in der Eisenacher Georgenkirche. Gemeinsam mit Solisten und begleitet von der Landeskapelle Eisenach wurde Bachs Messe in h-Moll aufgeführt.